# Lars Oftedal (tidningsman)
Lars Oftedal, född 3 januari 1877 i Stavanger, död 19 april 1932, var en norsk tidningsman och politiker (Venstre). Han var son till prästen Lars Oftedal samt far till Sven och Christian S. Oftedal.
Oftedal blev juris kandidat 1899 och var från 1900 redaktör för den av hans far uppsatta tidningen "Stavanger Aftenblad". Tidningen fick under sonens ledning stor framgång och blev Venstres ledande organ på Vestlandet.
Oftedal inträdde juni 1921 i ministären Otto Blehr som chef för socialdepartementet, valdes samma år till stortingsman för perioden 1922–24 och återvaldes 1924 för perioden 1925–27 (för Stavanger). Han avgick med den övriga ministären i mars 1923, men var under tiden 25 juli 1924 till den 4 mars 1926 chef för socialdepartementet i Johan Ludwig Mowinckels första ministär och under 15 februari 1928 till den 11 maj 1931 chef för handelsdepartementet i Mowinckels andra ministär.